# Linda Lê
Œuvres principales
- Cronos (2010)
- À l'enfant que je n'aurai pas (2011)

Linda Lê, née le 13 juillet 1963 à Đà Lạt et morte le 9 mai 2022 dans le 18e arrondissement de Paris, est une écrivaine française d'origine vietnamienne.

## Biographie
Son père est ingénieur originaire du Nord-Vietnam et sa mère vient d’une famille aisée naturalisée française. Linda Lê a passé les premières années de son enfance à Đà Lạt, où elle est née en 1963.
En 1969, la famille part à Saïgon pour fuir la guerre. Linda Lê suit ses études au lycée français et se prend de passion pour Victor Hugo et Balzac.
En 1977, elle quitte le Viêt Nam pour la France et arrive au Havre avec sa mère et ses sœurs. En 1981, elle s'installe à Paris pleine d'ambition, suit les cours de khâgne au lycée Henri-IV, puis s'inscrit à la Sorbonne.
Son premier roman, Un si tendre vampire, paraît en 1986 à La Table Ronde, mais c'est principalement aux Éditions Christian Bourgois qu'elle publie ensuite ses romans, nouvelles et essais, sauf Les Évangiles du crime, très remarqué à sa parution en 1992 qui paraît chez Julliard et sera ensuite réédité chez Christian Bourgois.
Calomnies, publié en 1992, a été traduit en anglais par Esther Allen. 
Ses œuvres ont aussi été traduits en néerlandais, en italien et en portugais. Tommaso Gurrieri a publié en 2015 une traduction en italien de À l'enfant que je n'aurai pas.
Critique au Magazine Littéraire, Linda Lê est aussi préfacière. Dans Tu écriras sur le bonheur sont réunis plusieurs de ces textes. En 2006, elle établit et présente l'œuvre quasi complète de Panaït Istrati chez Phébus.  
La critique estime que les livres de Linda Lê savent s'inscrire « sans bruit » dans le paysage littéraire. Son style serait empreint d'« une force d'analyse et une distance oratoire qu'elle semble hériter du XVIIe siècle ». Marine Landrot définit son œuvre comme une « gigantesque oraison funèbre dont chaque pièce semble être le reflet de l'autre - avec une lucidité de plus en plus acérée et apaisée ». L’une de ses formes de prédilection est le genre épistolaire.
Linda Lê est longtemps restée une autrice peu connue du grand public malgré un succès critique indéniable. Son œuvre a désormais maintes fois été couronnée : elle a reçu le prix de la Vocation en 1990, le prix Renaissance de la nouvelle pour Les Évangiles du crime en 1993, le prix Fénéon pour Les Trois Parques en 1997, le prix Wepler pour Cronos en 2010, la bourse Cioran en 2010, le Prix Renaudot du livre de poche pour À l'enfant que je n'aurai pas en 2011.
Discrète, Linda Lê fuit les médias et se présente volontiers comme « un ours qui se terre ». Elle fait cependant une incursion dans le monde de la chanson en cosignant, comme parolière, trois chansons avec Jacques Dutronc pour son album Brèves Rencontres.
En 2019, elle reçoit le prix littéraire Prince Pierre de Monaco pour l'ensemble de son œuvre quelques mois avant la sortie, à l'aube de 2020, de sa dernière parution Je ne répondrai plus jamais de rien aux Éditions Stock,.
Linda Lê meurt le 9 mai 2022 à Paris, à 58 ans, des suites d'une longue maladie,.

## Œuvres
- Un si tendre vampire, 1986
- Fuir, 1987
- Solo, 1988

Ces trois premiers titres (deux romans et un recueil de nouvelles) ont été exclus de sa liste d’œuvres officielle par l'auteure elle-même.[réf. nécessaire]
- Les Évangiles du crime, 1992, éditions Christian Bourgois, réédité en 2011 dans la collection « Titres »
- Calomnies, 1993, éditions Christian Bourgois
- Les Dits d'un idiot, 1995, éditions Christian Bourgois, réédité en 2011 dans la collection « Titres »
- Les Trois Parques, 1997, éditions Christian Bourgois, réédité en 2011 dans la collection « Titres » — Prix Fénéon
- Voix, 1998, éditions Christian Bourgois
- Lettre morte, 1999, éditions Christian Bourgois, réédité en 2011 dans la collection « Titres »
- Tu écriras sur le bonheur, 1999, éditions Christian Bourgois, coll. « Titres »
- Les Aubes, 2000, éditions Christian Bourgois
- Autres Jeux avec le feu, 2002, éditions Christian Bourgois
- Marina Tsvetaieva, ça va la vie ?, 2002, éditions Jean-Michel Place
- Personne, 2003, éditions Christian Bourgois
- Kriss suivi de L'Homme de Porlock, 2004, éditions Christian Bourgois
- Le Complexe de Caliban et Conte de l'amour bifrons, 2005, éditions Christian Bourgois
- In Memoriam, 2007, éditions Christian Bourgois
- Au fond de l'inconnu pour trouver du nouveau, 2009, éditions Christian Bourgois Recueil de textes critiques sur des écrivains tels que Robert Walser, Louis-René des Forêts, Gherasim Luca, Felisberto Hernández, J. Rodolfo Wilcock, Georges Perros, Tommaso Landolfi, Osamu Dazai, Stanislas Rodanski, Sándor Márai, Ladislav Klíma, Louis Calaferte.
- Cronos, 2010, éditions Christian Bourgois — Prix Wepler 2010[16]
- À l'enfant que je n'aurai pas, 2011, éditions NiL, coll. « Les Affranchis » — Prix Renaudot Poche[17].
- Lame de fond, éditions Christian Bourgois, 2012
- Œuvres vives, éditions Christian Bourgois, 2014
- Par ailleurs (exils), éditions Christian Bourgois, 2014
- Roman, éditions Christian Bourgois, 2016
- Héroïnes, éditions Christian Bourgois, 2017
- Chercheurs d'ombres, essai, éditions Christian Bourgois, 2017
- Je ne répondrai plus jamais de rien, roman, éd. Stock, 2020
- Toutes les colères du monde : La colère, éditions du Cerf, coll. « Les 7 pêchés capitaux », 2021
- avec Claude Eveno, Memento mori, éditions Sens & Tonka, 2022
- De personne je ne fus le contemporain, éditions Stock, 2022

## Récompenses et bourses littéraires
- 1990 : Prix littéraire de la vocation.
- 1993 : Prix Renaissance de la nouvelle pour Les Évangiles du crime[18].
- 1997 : Prix Fénéon pour Les Trois Parques.
- 2010 : 
  - Prix Wepler pour Cronos.
  - Bourse Cioran.
- 2011 : Prix Renaudot du livre de poche
- 2015 : Prix Louis-Barthou pour Par ailleurs (exils) et Œuvres vives
- 2019 : Prix littéraire Prince Pierre de Monaco pour l'ensemble de son œuvre à l'occasion de la parution prochaine de Je ne répondrai plus jamais de rien[19].